# Symag
 (juin 2025).
SYMAG (Système et Micro Application de Grenoble) est un constructeur de micro-ordinateurs français du début des années 80. 

## Histoire
La société a été fondée en 1979 par Pierre Hernicot et Louis Balme et était localisé à Meylan, dans la banlieue de Grenoble.
SYMAG développe initialement un micro-ordinateur 8 bits visant un public professionnel, en particulier les professions scientifiques et de santé : la Micromachine, déclinée en plusieurs variantes dont une version 16 bits.
L’entreprise développe ensuite l’Orchidée, un ordinateur de bureau modulaire et audacieux, plus compact que le Micromachine, dont le microprocesseur — monté sur une cassette amovible — peut être choisi parmi plusieurs architectures : Zilog Z80 ou Intel 80186.
Vers le milieu des années 1980, l’entreprise, qui comptera jusqu’à 70 salariés, connaît des difficultés techniques et financières, et dépose le bilan en 1985. Elle renaît peu après sous une nouvelle forme, recentrée sur le développement et la commercialisation d’une gamme de compatibles PC.

## Ordinateurs produits

### Micromachine 2000
La Micromachine-2000 est un ordinateur construit autour du bus S100 basé sur le microprocesseur Z80, utilisant CP/M et MP/M comme système d'exploitation.
La machine pouvait optionnellement être multi-utilisateurs par l’ajout de cartes supplémentaires. Il existe deux versions de Micromachine-2000, la première version posée sur roulette, et l'autre miniaturisée. La micromachine 2000 utilise des périphériques de stockage 8’’ (disque Shugart, lecteur de disquette).

### Micromachine 3000
La Micromachine 3000 est une variante utilisant des périphériques de stockage en 5.25’’, toujours basée sur le Z80

### Micromachine 4000
Cette variante 16 bits est basée sur le microprocesseur Intel 8086. Elle comporte des périphériques de stockage 8’’ comme la Micromachine 2000, mais utilise CP/M-86 comme système d’exploitation.

### Orchidée
L’orchidée est une machine ambitieuse dont le microprocesseur est situé sur une cassette amovible. Elle supporte une configuration 8-bits avec le microprocesseur Z80, et 16-bits avec le peu courant Intel 80186. Elle supporte plusieurs systèmes d’exploitation dont CP/M+, CP/M-86 et MS-DOS. L’Orchidée est dotée de capacité graphiques haute définition, de 256 Ko de mémoire extensible à 1 Mo et ambitionnait d’être utilisée par exemple en CAO. En plus de la cartouche processeur, l’Orchidée peut aussi accueillir une cartouche application.

### Gamme compatible PC
Suite au dépôt de bilan, l’entreprise renaît sous une nouvelle forme et se réoriente dans les compatibles PC avec une gamme de PC fixes, et d'un ordinateur portable fonctionnant sous CP/M.